# Frédéric Etsou-Nzabi-Bamungwabi
Frédéric Etsou-Nzabi-Bamungwabi (Mazalonga, 3 dicembre 1930 – Lovanio, 6 gennaio 2007) è stato un cardinale e arcivescovo cattolico della Repubblica Democratica del Congo.

## Biografia
Dopo gli studi alla scuola cattolica di Boyange ed al nel Seminario Minore di Bolongo, nel 1949 fece il suo ingresso nel Seminario Maggiore di Kabwe dove completò il primo ciclo di filosofia e studiò per un anno di teologia. Nel 1954 iniziò il suo noviziato nella Congregazione del Cuore Immacolato di Maria per la quale, dopo aver completato gli studi di teologia, fu ordinato sacerdote dal vescovo François Van den Berghe il 13 luglio 1958.
Dopo aver ricoperto l'incarico di vicario in due parrocchie di Kinshasa, fu inviato in Europa per completare la sua formazione e si laureò in sociologia presso l'Istituto Cattolico di Parigi e in teologia pastorale alla "Lumen Vitae" di Bruxelles; inoltre studiò scienze e lettere presso l'Istituto di Studi Superiori d'Oltremare di Parigi. Nel 1968 tornò in patria dove ricoprì vari incarichi parrocchiali e ai vertici della sua congregazione.
L'8 luglio 1976 papa Paolo VI lo nominò arcivescovo titolare di Menefessi e coadiutore di Mbandaka-Bikoro e fu consacrato vescovo il successivo 7 novembre dal cardinale Joseph-Albert Malula, coconsacranti il vescovo Albert Tshomba Yungu e l'allora arcivescovo di Mbandaka-Bikoro Pierre Wijnants, al quale succedette l'11 novembre 1977. Poco tempo dopo fu eletto vicepresidente della conferenza episcopale dell'allora Zaire.
Papa Giovanni Paolo II lo nominò arcivescovo metropolita di Kinshasa il 7 luglio 1990 e lo creò cardinale nel concistoro del 18 giugno 1991 del titolo di Santa Lucia a Piazza d'Armi.
Dal 2000 al 2004 fu presidente della conferenza episcopale della Repubblica Democratica del Congo.
Da tempo malato fu ricoverato in Belgio presso la Clinica Universitaria di Lovanio, dove morì il 6 gennaio 2007 all'età di 76 anni. È sepolto nella cattedrale di Kinshasa, accanto al suo predecessore.

## Genealogia episcopale e successione apostolica
La genealogia episcopale è:
- Cardinale Scipione Rebiba
- Cardinale Giulio Antonio Santori
- Cardinale Girolamo Bernerio, O.P.
- Arcivescovo Galeazzo Sanvitale
- Cardinale Ludovico Ludovisi
- Cardinale Luigi Caetani
- Cardinale Ulderico Carpegna
- Cardinale Paluzzo Paluzzi Altieri degli Albertoni
- Papa Benedetto XIII
- Papa Benedetto XIV
- Papa Clemente XIII
- Cardinale Marcantonio Colonna
- Cardinale Giacinto Sigismondo Gerdil, B.
- Cardinale Giulio Maria della Somaglia
- Cardinale Carlo Odescalchi, S.I.
- Vescovo Eugène de Mazenod, O.M.I.
- Cardinale Joseph Hippolyte Guibert, O.M.I.
- Cardinale François-Marie-Benjamin Richard de la Vergne
- Cardinale Pietro Gasparri
- Cardinale Clemente Micara
- Cardinale Jozef-Ernest Van Roey
- Arcivescovo Félix Scalais, C.I.C.M.
- Cardinale Joseph-Albert Malula
- Cardinale Frédéric Etsou-Nzabi-Bamungwabi, C.I.C.M.

La successione apostolica è:
- Arcivescovo Joseph Kumuondala Mbimba (1981)
- Vescovo Ferdinand Maemba Liwoke (1983)
- Vescovo Fidèle Nsielele Zi Mputu (1994)
- Vescovo Valentin Masengo Mkinda (1996)
- Vescovo Daniel Nlandu Mayi (2000)
- Vescovo Edouard Kisonga Ndinga, S.S.S. (2000)
- Vescovo Dominique Bulamatari (2000)
- Vescovo Julien Andavo Mbia (2003)